# よ
よ або ヨ (/yo/; МФА: [jo] • [jo̜ ̞]; укр. йо) — склад в японській мові, один зі знаків японської силабічної абетки кана. Становить 1 мору. Розміщується у комірці 5-го рядка 8-го стовпчика таблиці ґодзюон.

## Короткі відомості

### Опис
Фонема сучасної японської мови. Складається з одного приголосного звука та одного огубленого голосного заднього ряду високо-середнього піднесення /о/ (お).
| Піднебінний сонорний щілинний: |  | /j/ → | よ | [jo] |  |

### Порядок
Місце у системах порядку запису кани:
- Порядок ґодзюону: 38. Якщо враховувати знаки рядків い і え стовпчика や, то 40.
- Порядок іроха: 15. Між か і た.

### Абетки
- Хіраґана: よ

Походить від скорописного написання ієрогліфа 与 (йо, надавати).
- Катакана: ヨ

Походить від скорописного написання нижньої частини ієрогліфа 与 (йо, надавати).
- Манйоґана: 用 • 容 • 欲 • 夜

### Транслітерації
- Кирилиця:
Система Поліванова: ЙО (йо).
Альтернативні системи: ЙО (йо).
- Латинка
Система Хепберна: YO (yo).
Японська система: YO (yo).
JIS X 4063: yo
Айнська система: YO (yo).

### Інші системи передачі
- Шрифт Брайля:
| －● ●－ |
- Радіоабетка: ЙОсіно но ЙО (吉野のヨ; «йо» Йосіно)
- Абетка Морзе: －－